# Drosophila montana
Drosophila montana este o specie de muște din genul Drosophila, familia Drosophilidae, descrisă de Stone, Griffen și Patterson în anul 1941. Conform Catalogue of Life specia Drosophila montana nu are subspecii cunoscute.